# Strzelec wyborowy (film 1995)
Strzelec wyborowy (ang. The Shooter lub Hidden Assassin, cz. Strelec, hiszp. Desafío final lub Único sospechoso, 1995) – film sensacyjny powstały w koprodukcji Stanów Zjednoczonych, Czech, Hiszpanii, Francji i Wielkiej Brytanii.
Światowa premiera filmu odbyła się w lipcu 1995 roku podczas MFF w Karlowych Warach.

## Obsada
- Dolph Lundgren − Michael Dane
- Maruschka Detmers − Simone Rosset
- Assumpta Serna − Marta
- Gavan O’Herlihy − Dick Powell
- John Ashton − Alex Reed
- Simón Andreu − Alberto Torena
- Michael Dudikoff[1]

## Realizacja
Zdjęcia do filmu powstawały od 14 października do 3 grudnia 1994 roku. Plenery obejmowały Pragę i Toronto.
Budżet filmu wynosił jedenaście milionów dolarów amerykańskich.